# Акакий (епископ Тверской)
Епископ Акакий (14 марта 1482 — 14 января 1567, Желтиков монастырь) — епископ Русской церкви, епископ Тверской и Кашинский.
Почитается как святой в лике святителей, память (по юлианскому календарю) 14 января и 29 июня (Собор Тверских святых).

## Биография
О ранних годах жизни Акакия данные не сохранились, синодик Волоколамского монастыря сообщает, что его отцом был священник Василий, а мать приняла монашество с именем Юлии.
Сам он монашеский постриг принял в Волоколамском монастыре от его основателя Иосифа Волоцкого.
В 1517 году стал архимандритом Возмищенского волоколамского монастыря.
30 марта 1522 года митрополит Московский Даниил назначил Аккакия на вдовствовавшую после смерти Нила Грека Тверскую кафедру. Сразу после хиротонии Акакий вместе с другими архиереями ходатайствовал перед Василием III за опального князя Василия Шуйского. В 1531 году под назор Акакия в Тверской Отроч монастырь был сослан Максим Грек, проживший в нём 20 лет и пользовавшийся вниманием и уважением со стороны Акакия («яко и на трапезу ему седети вкупе со Святителем и ясти с единаго блюда»).
Как епископ Акакий участвовал в значимых церковных мероприятиях середины XVI века:
- в интронизациях митрополитов Иоасафа (1539 год) и Макария (1542 год);
- в работе обоих Макарьевских соборов по канонизации святых (1547 и 1549 годы);
- в работе Стоглавого собора 1551 года;
- в церковном соборе 1553—1554 годов, осудивших ересь Матвея Башкина и рассмотревших сочинения дьяка Висковатого об иконописи;
- в хиротонии первого Казанского архиепископа Гурия (3 февраля 1555 года).

В 1550 году когда митрополит Макарий поехал из Москвы к Ивану Грозному, находившемуся в Казанском походе, то управление Русской церковью было возложено на ростовского архиепископа Накандора и епископа Акакия. В 1564 году Акакий освятил в Твери Троицкую церковь, получившую название «Белая Троица». Она является в настоящее время старым из сохранившихся каменных зданий города и одним из кафедральных соборов Тверской епархии.
С 1564 года Акакий был тяжело болен, он отсутствовал на церковном соборе, который решал вопрос о ношении предстоятелем Русской церкви белого клобука и на соборе 1566 года избравшем на первосвятительскую кафедру митрополита Филиппа. Акакий скончался 14 января 1567 года и завещал похоронить себя в Успенском Желтиковом монастыре рядом с Арсением Тверским, что и было исполнено 26 января рязанским епископом Филофеем.
Вскоре после смерти Акакия (не позднее 1568 года) его духовник архимандрит Вассиан Кошка написал слово «О преставлении святого епископа Тверского Акакия и о житии его вкратце», которое является основным источником биографических сведений о святителе Акакии.